# 필사의 추적 (1981년 영화)
《필사의 추적》(영어: Blow Out)은 1981년 개봉한 미국의 신누아르 정치 스릴러 영화이다. 브라이언 드 팔마가 감독과 각본을 맡았다.

## 같이 보기
- 잘로